# Einar Bergh
Ernst Axel Einar Bergh, född 20 maj 1938 i Örgryte, död 15 april 1997 i Säffle, var en svensk operasångare (tenor) samt opera- och teaterman som grundade och drev musikteatersällskapet Fonofon, senare Säffleoperan. 
Berghs far var rektor och modern var språklärare. Själv var han ursprungligen magister i språk. Från 1968 till 1970 gav han tillsammans med sin bror Erik ut ett antal EP och singlar på det egna skivbolaget Fonofon. De båda bröderna flyttade från Stockholm till Säffle och grundade Säffleoperan 1974.
Han sjöng vid uruppförandet av Arne Mellnäs Minibuff 1967. Han har även gjort rollen som Ben i Gian Carlo Menottis enaktare Telefonen. Bland de något mer kända roller som han gjort kan nämnas Hoffmann, Nemorino i Kärleksdrycken, Max i Friskytten och don Alfonso i Così fan tutte. Mest rosad blev han dock för sin tolkning av Tevye i Säffleoperans uppsättning av Spelman på taket 1988. 
Bergh är far till skådespelaren och sångerskan Frida Bergh och skådespelaren och regissören Åsa Bergh.

## Filmografi
- 1965 – Flygplan saknas

## Teater

### Roller (ej komplett)
| År   | Roll       | Produktion                                                   | Regi             | Teater                 |
| ---- | ---------- | ------------------------------------------------------------ | ---------------- | ---------------------- |
| 1965 | Herre III  | Isabella (Isabella, tre caravelle e un cacciaballe) Dario Fo | Frank Sundström  | Stockholms stadsteater |
| 1966 |            | Trilogi Erik Knudsen                                         | Kaj Ahnhem       | Marsyasteatern         |
| 1991 | Bill Sykes | Oliver! Lionel Bart                                          | Christopher Bond | Wermland Opera         |

### Fotnoter
1. ↑  ”Teaterannons”. Dagens Nyheter:  s. 25. 8 januari 1966. https://arkivet.dn.se/tidning/1966-01-08/6/25. Läst 8 januari 2022.
2. ↑  ”Oliver”. Wermland Opera. Arkiverad från originalet den 25 september 2015. https://web.archive.org/web/20150925103741/http://www.wermlandopera.com/oliver. Läst 24 september 2015.